# Surippa

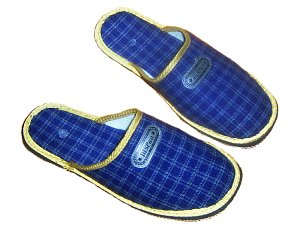
O Surippa.

O surippa (スリッパ, do inglês "slipper") é um tipo de chinelo ou pantufa japonesa utilizada para andar nos ambientes interiores das residências japonesas, já que os mesmos têm por tradição não usar os sapatos que pisaram na rua dentro de casa, deixando-os no genkan. O surippa normalmente é feito de material leve e macio cobrindo somente a parte da frente dos pés. 
A palavra em japonês surippa é derivada da palavra americana slipper, que é um calçado análogo aos japoneses.